# Patlaiivka (Krotenkî), Poltava
Patlaiivka (în ucraineană Патлаївка) este un sat în comuna Krotenkî din raionul Poltava, regiunea Poltava, Ucraina.

## Demografie
Componența lingvistică a localității Patlaiivka
     Ucraineană (91,67%)
     Rusă (8,33%)
Conform recensământului din 2001, majoritatea populației localității Patlaiivka era vorbitoare de ucraineană (91,67%), existând în minoritate și vorbitori de rusă (8,33%).